# Luis Molina (rugbista)
Luis Enrique Molina (San Miguel de Tucumán, 3 novembre 1959) è un ex rugbista a 15 argentino, pilone del Tucumán Lawn Tennis Club e della Nazionale argentina in due edizioni della Coppa del Mondo.

## Biografia
Cresciuto rugbisticamente e militante nel Tucumán Lawn Tennis Club, con il quale vinse quattro titoli consecutivi di prima divisione dal 1979 al 1982, esordì in Nazionale di rugby XV dell'Argentina nel corso del Sudamericano di rugby 1985 ad Asunción (Paraguay) contro il Cile; prese poi parte alla Coppa del Mondo di rugby 1987 e vinse ancora i tornei Sudamericani del 1987 e 1989.
Nel 1990, durante un test match contro l'Inghilterra, tenne a battesimo il suo dirimpettaio di ruolo, Jason Leonard, destinato a diventare il recordman di presenze della sua Nazionale; l'inglese in seguito ricordò Molina come uno degli avversari più duri che avesse mai incontrato.
Molina disputò il suo ultimo incontro internazionale a Cardiff contro il Galles durante la Coppa del Mondo di rugby 1991.

## Palmarès
- Campionati sudamericani: 3
Argentina: 1985, 1987, 1989